# Greenspan put

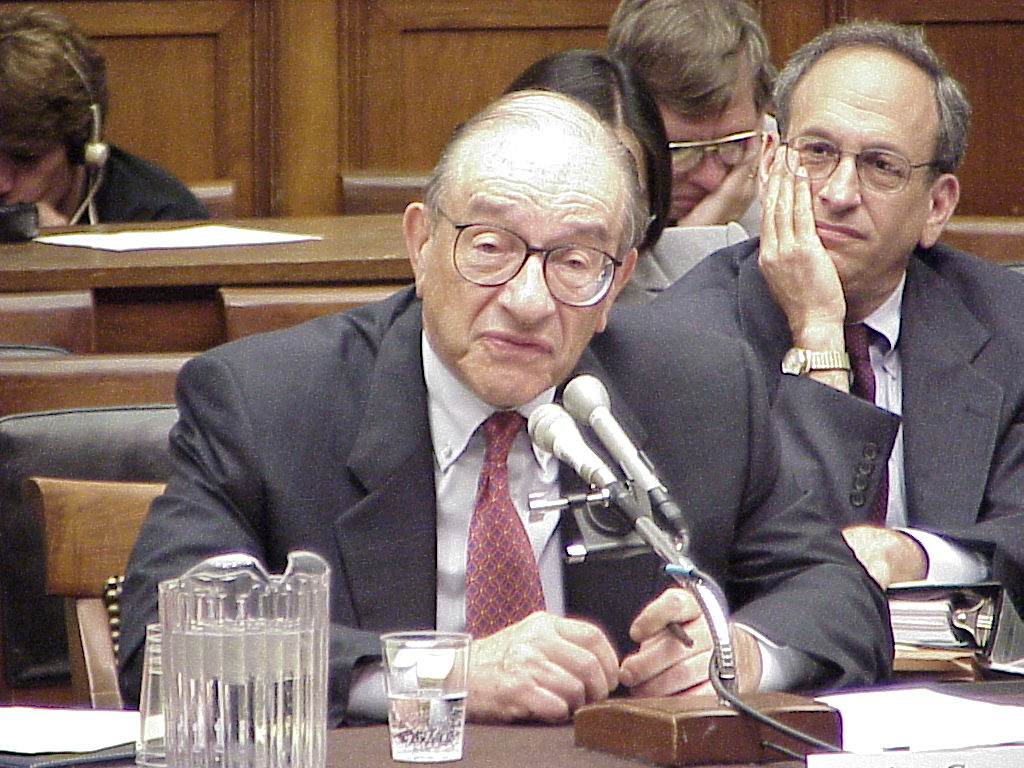
Alan Greenspan, le meneur de la politique du Greenspan put.

Le Greenspan put (en français : garantie Greenspan) est une politique monétaire menée par Alan Greenspan en réponse au krach d'octobre 1987. L'expression est venue à caractériser le relâchement des politiques monétaires de la Réserve fédérale des États-Unis après une crise économique.

## Concept
Les Greenspan puts ont consisté en la mise en place systématique, après une crise économique, d'un ensemble de procédures inhabituelles. Ces procédures sont pour certaines les ancêtres des politiques monétaires non conventionnelles :
- Une réduction des taux directeurs, et du taux interbancaire, quitte à ce qu'il soit négatif ;
- Des achats de bons du Trésor (titres de dette publique) en grandes quantités et à des prix élevés, afin de réduire leur taux d'intérêt et abonder les banques en liquidités ;
- Une proposition par la Réserve fédérale de puts (aussi appelés options d'achat) par lesquels la banque centrale rachète des actifs difficiles.

## Applications
Le Greenspan put est mis en œuvre à plusieurs reprises. Sa première utilisation a lieu en 1987, après le krach boursier américain. Le put refait son apparition en 1998 lors de la chute de Long Term Capital Management, qui fait suite à la crise économique asiatique de 1997. La surutilisation du put à la suite de cette crise a permis la formation de la bulle Internet.